# حافظه کاذب
در روانشناسی، حافظه کاذب (به انگلیسی: false memory) یک پدیده ای است در آن فرد چیزی را که اتفاق نیافتاده است را به یاد می‌آورد یا آن اتفاق به شکلی دیگر برای او رخ داده‌است.
خاطرات کاذب یکی از مؤلفه‌های سندرم حافظه کاذب (FMS) است.

## کودکان
حافظه کاذب غالباً برای کمک به قربانیان تجربه‌های عذاب آور از جمله سوء استفاده جنسی در دوران کودکی در نظر گرفته می‌شود.